# Süttorf (Neetze)
Süttorf (niederdeutsch Süttörp) ist ein Ortsteil der Gemeinde Neetze in Niedersachsen.

## Geographie
Der Ort liegt einen Kilometer südlich von Neetze.

## Geschichte
Für das Jahr 1848 wird angegeben, dass Süttorf mit der Siedlung Neu-Süttorf 20 Wohngebäude hatte, in denen 135 Einwohner lebten. Zu der Zeit war der Ort nach Neetze eingepfarrt, wo sich auch die Schule befand. Nördlich des Ortes lagen die Großsteingräber bei Süttorf, die im 19. Jh. vollends zerstört wurden.
Am 1. Dezember 1910 hatte Süttorf im Kreis Bleckede 145 Einwohner. Am 1. März 1974 wurde Süttorf nach Neetze eingemeindet.

## Persönlichkeiten
- Werner Vick (1920–2000), deutscher Handballspieler und Handballtrainer